# آخرین پایمرد (فیلم ۱۹۹۵)
آخرین پایمرد (به انگلیسی: Last Man Standing) یک فیلم ویدئویی آمریکایی در سبک اکشن و جنایی محصول سال ۱۹۹۵ به نویسندگی، تهیه‌کنندگی و کارگردانی جوزف مرهی با بازی جف وینکات، جیلیان مک‌ویرتر، جاناتان فولر و جاناتان بنکس است.

## داستان
یک افسر پلیس لس آنجلس در حین تحقیق دربارهٔ مرگ شریک زندگی خود، حلقه ای از پلیس فاسد را کشف می‌کند. حالا او و همسرش توسط دو طرف قانون شکار شده‌اند.

## بازخوردها
این فیلم اغلب به عنوان نمونه ای تعیین‌کننده از دوران دهه ۱۹۹۰ فیلم‌های اکشن مستقل در نظر گرفته می‌شود که عمدتاً برای بازارهای ویدئویی و شبکه خانگی ساخته شده‌اند. مایک مایو در اولین ویدیوهای ویدیو هاوند آن را «یک فیلم اکشن ویدئویی تقریباً عالی» نامید و اضافه کرد که «کل فیلم بسیار لذت بخش تر از بسیاری از همتایان خود در سالن‌های سینما است».